# Cisticolidae
Cisticolidae é uma família de aves passeriformes pertencentes à subordem Passeri. O grupo inclui as numerosas espécies de cisticola e boita.

## Gêneros
- Apalis (24 espécies)
- Artisornis (2 espécies)
- Bathmocercus (2 espécies)
- Calamonastes (4 espécies)
- Camaroptera (5 espécies)
- Cisticola (52 espécies)
- Drymocichla (1 espécie)
- Eminia (1 espécie)
- Eremomela (11 espécies)
- Euryptila (1 espécie)
- Heliolais (1 espécie)
- Hypergerus (1 espécie)
- Incana (1 espécie)
- Malcorus (1 espécie)
- Neomixis (3 espécies)
- Oreolais (2 espécies)
- Oreophilais (1 espécie)
- Orthotomus (11 espécies)
- Phragmacia (1 espécie)
- Phyllolais (1 espécie)
- Poliolais (1 espécie)
- Prinia (25 espécies)
- Scepomycter (2 espécies)
- Schistolais (2 espécies)
- Scotocerca (1 espécie)
- Spiloptila (1 espécie)
- Urolais (1 espécie)
- Urorhipis (1 espécie)

- Commons
- Wikispecies